# Прва лига Србије у америчком фудбалу 2024.
Прва лига Србије у америчком фудбалу 2024., из спонзорских разлога позната и као Арена спорт Прва лига Србије, је деветнаеста сезона највишег ранга такмичења америчког фудбала у Србији. У лиги је наступило укупно пет клубова, а титулу су бранили Вајлд борси из Крагујевца.
Сезона је почела утакмицама првог кола 16. марта. Вукови су десети пут постали прваци Србије победом у финалу над Вајлд борсима 28:6. Тиме су се изједначили са вечитим ривалом по броју освојених титула.

## Систем такмичења
Ове године у лиги се такмиче две екипе мање у односу на прошлу годину. Такмичење је напустила екипа Букурешт ребелса, док се екипа Нови Сад вајлд догса спојила са екипом Кикинда мамутса.
У лигашком делу такмичења, сваки тим игра против сваког двокружно, било као домаћи тим, или као гостујући тим. После одиграног лигашког дела такмичења, у полуфинале пласирају се прва четворопласирана тима на табели. У полуфиналу, првопласирани тим, као домаћин, игра против четворопласираног тима на табели након одиграног лигашког дела такмичења, док другопласирани тим, као домаћин, игра против трећепласираног тима на табели након одиграног лигашког дела такмичења. Тимови које победе у полуфиналу играју финалну утакмицу, Сербијан боул.

## Клубови
| Клуб         | Место      | Сезона 2023  |
| ------------ | ---------- | ------------ |
| Блу драгонси | Београд    | Полуфинале   |
| Вајлд борси  | Крагујевац | Првак        |
| Вукови       | Београд    | Финале       |
| Мамутси      | Кикинда    | Четвртфинале |
| Пастуви      | Пожаревац  | 7. место     |

## Резултати
1. коло
| Датум          | Клуб                 | Клуб              | Резултат |
| -------------- | -------------------- | ----------------- | -------- |
| 16. март 2024. | Београд блу драгонси | Кикинда мамутси   | 40:6     |
| 16. март 2024. | Београд вукови       | Пожаревац пастуви | 75:0     |

2. коло
| Датум          | Клуб                   | Клуб                 | Резултат   |
| -------------- | ---------------------- | -------------------- | ---------- |
| /              | Пожаревац пастуви      | Београд блу драгонси | 0:35 (с.р) |
| 24. март 2024. | Крагујевац вајлд борси | Београд вукови       | 21:10      |

3. коло
| Датум          | Клуб                 | Клуб                   | Резултат   |
| -------------- | -------------------- | ---------------------- | ---------- |
| 30. март 2024. | Београд блу драгонси | Крагујевац вајлд борси | 13:52      |
| /              | Кикинда мамутси      | Пожаревац пастуви      | 35:0 (с.р) |

4. коло
| Датум          | Клуб                   | Клуб            | Резултат |
| -------------- | ---------------------- | --------------- | -------- |
| 7. април 2024. | Крагујевац вајлд борси | Кикинда мамутси | 48:6     |
| 7. април 2024. | Београд блу драгонси   | Београд вукови  | 0:41     |

5. коло
| Датум           | Клуб              | Клуб                   | Резултат   |
| --------------- | ----------------- | ---------------------- | ---------- |
| 13. април 2024. | Кикинда мамутси   | Београд вукови         | 0:54       |
| /               | Пожаревац пастуви | Крагујевац вајлд борси | 0:35 (с.р) |

6. коло
| Датум           | Клуб              | Клуб                 | Резултат   |
| --------------- | ----------------- | -------------------- | ---------- |
| 27. април 2024. | Кикинда мамутси   | Београд блу драгонси | 32:2       |
| /               | Пожаревац пастуви | Београд вукови       | 0:35 (с.р) |

7. коло
| Датум         | Клуб                 | Клуб                   | Резултат   |
| ------------- | -------------------- | ---------------------- | ---------- |
| /             | Београд блу драгонси | Пожаревац пастуви      | 35:0 (с.р) |
| 18. мај 2024. | Београд вукови       | Крагујевац вајлд борси | 56:14      |

8. коло
| Датум         | Клуб                   | Клуб                 | Резултат   |
| ------------- | ---------------------- | -------------------- | ---------- |
| 26. мај 2024. | Крагујевац вајлд борси | Београд блу драгонси | 44:6       |
| /             | Пожаревац пастуви      | Кикинда мамутси      | 0:35 (с.р) |

9. коло
| Датум        | Клуб            | Клуб                   | Резултат |
| ------------ | --------------- | ---------------------- | -------- |
| 8. јун 2024. | Београд вукови  | Београд блу драгонси   | 42:6     |
| 9. јун 2024. | Кикинда мамутси | Крагујевац вајлд борси | 6:42     |

10. коло
| Датум | Клуб                   | Клуб              | Резултат   |
| ----- | ---------------------- | ----------------- | ---------- |
| /     | Београд вукови         | Кикинда мамутси   | 35:0 (с.р) |
| /     | Крагујевац вајлд борси | Пожаревац пастуви | 35:0 (с.р) |

### Табела
|  | Пласирали се у полуфинале |

| #  | Клуб                   | ИГ | П | ИЗ | ПД  | ПП  | ПР   |
| -- | ---------------------- | -- | - | -- | --- | --- | ---- |
| 1. | Београд вукови         | 8  | 7 | 1  | 348 | 41  | +307 |
| 2. | Крагујевац вајлд борси | 8  | 7 | 1  | 291 | 97  | +194 |
| 3. | Београд блу драгонси   | 8  | 3 | 5  | 137 | 217 | -80  |
| 4. | Кикинда мамутси        | 8  | 3 | 5  | 120 | 221 | -101 |
| 5. | Пожаревац пастуви      | 8  | 0 | 8  | 0   | 320 | -320 |

## Плеј-оф

### Полуфинале
| Датум         | Клуб                   | Клуб                 | Резултат |
| ------------- | ---------------------- | -------------------- | -------- |
| 29. јун 2024. | Крагујевац вајлд борси | Београд блу драгонси | 55:6     |
| 30. јун 2024. | Београд вукови         | Кикинда мамутси      | 59:7     |

### Финале
| Датум        | Клуб           | Клуб                   | Резултат |
| ------------ | -------------- | ---------------------- | -------- |
| 6. јул 2024. | Београд вукови | Крагујевац вајлд борси | 28:6     |

| Првак Суперлиге Србије 2024. |
| ---------------------------- |
| Вукови Београд 10. титула    |